# Resonet in laudibus

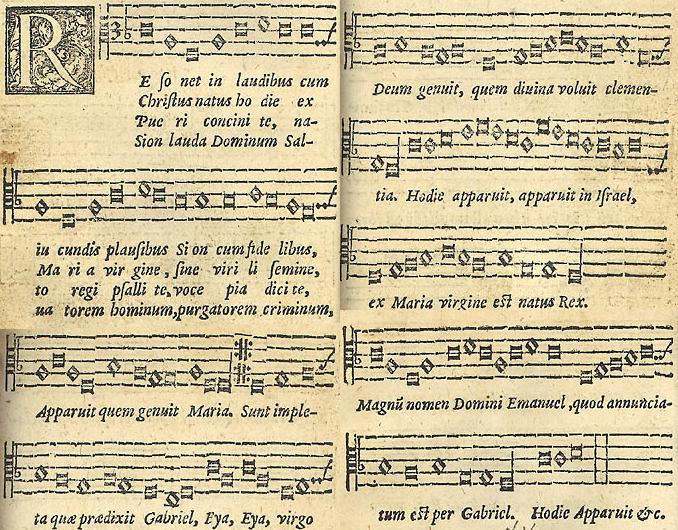
Resonet in laudibus. Montage von Liedzeilen aus den Piae cantiones

Resonet in laudibus ist ein Weihnachtslied in lateinischer Sprache, das seit der Mitte des 14. Jahrhunderts überliefert ist.

## Geschichte und Verbreitung
Das Lied ist in einer Vielzahl von mittelalterlichen Handschriften aus dem deutschen und böhmischen Raum überliefert:
- Kantionar aus dem Kloster Seckau, 1345, 8 Strophen mit Neumen, der Gesang umrahmt in der Weihnachtskomplet das Nunc dimittis
- Moosburger Graduale,[1] um 1354–1360, 10 Strophen mit Choralnotation, als Tropus zum Benedicamus
- Antiphonale der St. Veit-Kathedrale Prag (Nat.-Museum Prag, Sign. XV A 10), um 1360–1370, 5 Strophen mit Melodie in Choralnotation
- HB I 2 der LB Stuttgart, vermutlich aus Kloster Schöntal, Ende 14. Jhdt., 6 Strophen mit Neumen
- Diarium des Nikolaus von Kosel 1417–1421, 3 Strophen
- Cantional von Jistebnitz um 1420, 6 Strophen
- Cgm 444 der Staatsbibliothek München, 1422, 6 Strophen ohne Melodien
- Leipziger Handschrift, Ms. 1305 UB Leipzig, um 1420, 9 Strophen ohne Noten
- Hohenfurter Liederbuch Cod. cart. Nr. 28, Bl. 180a/b, Kloster Hohenfurt, 7 Strophen
- Codex Vyšehrad nach 1450, 4 Strophen ohne Noten; die Melodie in derselben Handschrift auf einen anderen Text Laude christo debita erstmals mit erkennbarem Dreier-Rhythmus
- lat. Gradual von Jistebnitz, zweite Hälfte des 15. Jhdts., 4 Strophen
- Wienhäuser Liederbuch, nach 1480, 6 Strophen
- Bibl. del Seminario Maggiore in Aosta, Sign. Ais. 9 – E – 19, 5 Strophen
- böhm. Cantional (UB Prag X E 2), Anfang des 16. Jhds., 8 Strophen ohne Noten
- Calendarium der Erzpfarre Völs am Schlern, 1518, 4 Strophen ohne Noten
- Graduale aus Chrudim, 1530, 6 Strophen

In gedruckter Form erschien das Lied erstmals 1543 im Klugschen Gesangbuch in einer vierstrophigen Fassung. Auch Johann Leisentrit nahm es in sein Gesangbuch (Bautzen 1567) auf. In der Folge kommt es in mehreren gedruckten Sammlungen des 15., 16. und 17. Jahrhunderts aus katholischen und lutherischen Traditionen vor.
In den Quellen sind verschiedenste Textfassungen mit drei bis zehn Strophen zu finden, wobei insgesamt 21 Strophen überliefert sind. Der wechselnde Strophenbestand wie auch die große Anzahl von handschriftlichen Quellen lassen auf eine weite Verbreitung und unterschiedliche regionale Traditionen schließen. Das Lied erscheint in vielen Quellen entweder in die Weihnachtskomplet eingebettet, oder es erscheint als Tropus zum Benedicamus in der Vesper. Oft fehlen Hinweise auf eine liturgische Verwendung ganz, was auf freie Verfügbarkeit schließen lässt.

## Verbindung zum Kindelwiegen
Vielerorts dürfte das Lied mit dem mittelalterlichen Brauch des Kindelwiegens in Verbindung gestanden haben, wie bestimmte textliche Merkmale nahelegen, etwa die Verwendung der Interjektion Eia. Am deutlichsten kommt dies in dem bis heute verbreiteten Wiegenlied Joseph, lieber Joseph mein zum Ausdruck, dessen Text zwar keine Übersetzung des Resonet darstellt, das aber in engem Entstehungszusammenhang mit diesem steht. Joseph, lieber Joseph mein wird auf den ersten Teil der Melodie des Resonet gesungen, nach manchen Quellen im Wechsel mit dem lateinischen Lied (Leipziger Handschrift, um 1420), nach anderen als eigenständiges Lied.

## Text
Seckau (1345)

Resonet in laudibus

cum iocundis plausibus

syon cum fidelibus

apparuit quem genuit Maria

Repe[titio] Eya laus est canenda

de re miranda

Qui creavit omnia

omni cum potencia

nascitur ex femina

apparuit quem gen[uit] mar[ia]

Eya

Qui régnât in ethere

venit ovem querere

nullam volens perdere

App[aruit...]

Eya

Jacet in presepio

nostra rep[ar]acio

potens in imperio

Apparuit

Eia

Natus est de virgine

deus sine semine

nos lavans a crimine.

App[ar]uit

Eya

Visita exilium

redemptor humilium

rosa parit lilium

Apparuit

Eia

Mundus lauda dominum

salvatorem criminum

nam salvator omnium

App[a]ruit

Eya

Ergo iam pro debito

pro solempni gaudio

fit congratulacio

Amen

Eya
Übersetzung

Widerhallen von Lobliedern

mit wohlklingenden Preisgesängen

soll Zion mit den Gläubigen!

Erschienen ist er, den Maria gebar.

[Wiederholung] Eja, Lob sei gesungen

von diesem wundersamen Ereignis.

Der alle Dinge geschaffen hat

mit Allmacht,

wird von einer Frau geboren.

Erschienen ist...

Eja...

Der im Himmel herrscht,

kommt, um das Schaf zu suchen,

keines will er verlieren.

Erschienen ist...

Eja...

In der Krippe liegt

unsere Erlösung,

machtvoll im Gebieten.

Erschienen ist...

Eja...

Von der Jungfrau geboren

ist Gott, ohne Mannessamen,

er wäscht uns vom Frevel rein.

Erschienen ist...

Eja...

Suche [uns] heim, der Schwachen

und Niedrigen Erlöser!

Die Rose gebiert eine Lilie.

Erschienen ist...

Eja...

Welt, lobe den Herrn,

den Heiland von Freveltaten,

denn der Heiland aller

ist erschienen...

Eja...

Darum nun nach Schuldigkeit,

in festlicher Freude,

ergeht [unser] Dank.

Amen.

Eja...
Moosburg (1360)

Resonet in laudibus

cum iocundis plausibus

syon cum fidelibus

apparuit quem genuit maria.

R° Magnum nomen domini emanuel

quod annunciatum est per gabriel.

hodie apparuit apparuit in israhel

per mariam virginem emanuel.

R° Eya eya virgo deum genuit

quod divina voluit clemencia.

Pueri concurrite

nato regi psallite

pia voce dicite

apparuit quem genuit maria.

R° Eya eya.

Natus est emanuel

quem predixit gabriel

testis est ezechiel

apparuit quem genuit maria.

R° Eya eya.

Qui régnât in ethere

venit ovem querere

nullum volens perdere

apparuit quem genuit maria.

R° Eya eya.

Qui creavit omnia

nascitur ex femina

sua cum potencia

apparuit quem genuit maria.

Repet. Eya eya.

Syon lauda dominum

salvatorem omnium

lavatorem criminum

apparuit quem genuit maria.

R° Eya.

Iuda cum cantoribus

gradere de foribus

nuncia pastoribus

apparuit quem genuit maria.

R° Eya eya.

Et nos unanimiter

proclamemus dulciter

ipse summus arbiter

apparuit quem genuit maria.

R° Eya eya.

Genito sit gloria

laus virtus victoria

perpeti memoria

apparuit quem genuit maria.

R° Eya eya.

Ergo nostra concio

omni plena gaudio

benedicat domino

apparuit quem genuit maria.

R° Eya eya.
Übersetzung

Widerhallen von Lobliedern

mit wohlklingenden Preisgesängen

soll Zion mit den Gläubigen!

Erschienen ist er, den Maria gebar.

R° Groß ist der Name des Herrn Immanuel,

der von Gabriel verkündigt wurde.

Heute erschien in Israel

durch Maria, die Jungfrau, der Immanuel.

R° Eja, eja, eine Jungfrau hat Gott geboren,

wie es die göttliche Güte wollte.

Knaben, eilt herbei,

lobsingt dem neugeborenen König,

singt mit andächtiger Stimme:

Erschienen ist er, den Maria gebar.

R° Eja, eja...

Geboren ist der Immanuel,

den Gabriel ankündigte.

Ezechiel ist Zeuge.

Erschienen ist er, den Maria gebar.

R° Eja, eja...

Der im Himmel herrscht,

kommt, um das Schaf zu suchen,

keines will er verlieren.

Erschienen ist er, den Maria gebar.

R° Eja, eja...

Der alle Dinge geschaffen hat,

wird von einer Frau geboren.

Mit seiner Macht

ist er erschienen, den Maria gebar.

R° Eja, eja...

Zion, lobe den Herrn,

den Heiland aller,

den Reiniger von Freveltaten.

Erschienen ist er, den Maria gebar.

R° Eja, eja...

Juda, mit Sängern

geh aus deinen Toren,

verkünde den Hirten:

Erschienen ist er, den Maria gebar.

R° Eja, eja...

Auch wir wollen einmütig

und lieblich ausrufen:

Er selbst, der höchste Richter,

ist erschienen, den Maria gebar.

R° Eja, eja...

Dem Neugeborenen sei Herrlichkeit,

Lob, Macht und Sieg,

zu ewigem Gedächtnis.

Erschienen ist er, den Maria gebar.

R° Eja, eja...

Darum soll unsere Versammlung

voll aller Freude

den Herrn preisen:

Erschienen ist er, den Maria gebar.

R° Eja, eja...

## Melodie
Quelle: Ludwig Erk, Franz Magnus Böhme (Hrsg.): Deutscher Liederhort. Band 3. Leipzig 1894, S. 642–643.

## Bearbeitungen und Rezeption
Mehrstimmige Chorsätze des Resonet in laudibus liegen von vielen Komponisten vor, darunter Johannes Eccard, Jacobus Gallus, Orlando di Lasso, Michael Praetorius und Hans Leo Haßler.
Wolfgang Amadeus Mozart zitierte die Melodie zweimal: in dem Quodlibet Gallimathias musicum KV 32 sowie in der 19. Sinfonie KV 132.
Neben dem Wiegenlied Joseph, lieber Joseph mein ist das Lied bis heute in wenigstens zwei weiteren deutschen Textfassungen verbreitet. Mit dem Text Singen wir mit Fröhlichkeit (Dillingen 1589) wurde das Lied in das katholische Einheitsgesangbuch Gotteslob von 1975 aufgenommen (GLalt 135). In den Stammteil des neuen Gotteslob von 2013 fand es zwar keine Aufnahme mehr, jedoch in mehrere Regionalteile (GL Hamburg-Hildesheim-Osnabrück 736; GL Würzburg 753; GL Limburg 753; GL Freiburg/Rottenburg-Stuttgart 762; GL Österreich 812). Mit dem Text Magnum nomen domini bzw. deutsch Gottes Sohn ist Mensch geborn fand das Lied Verwendung als Tropus zum Quempas-Singen; in dieser Form fand es Eingang in das Evangelische Gesangbuch (EG 29).